# 徐阶墓
徐阶墓，是明朝松江府华亭县人、首辅徐阶的坟，位于浙江省湖州市长兴县和平镇，2012年被人发现，2019年被列为长兴县文物保护单位。

## 历史
徐阶是直隶松江府华亭县（今上海市松江区）人，官至内阁首辅、吏部尚书、建极殿大学士。丁元荐《西山日记》里便提及徐阶到长兴东山看坟的事。明朝崇祯年《松江府志》也有写：“太师大学士文贞公徐阶墓，万历十二年赐葬于长兴县东山，嘉会区之原，遗命不竖牌坊、翁仲、虎羊狮之类，止敕亭两道。”
2012年，长兴文史研究者李士杰根据古书记载与当地人的线索，在和平镇东山村发现徐阶坟（当地人叫“阁老坟”）。2014年底，李士杰在当地发现两块石碑，有“明特进光禄大夫柱国少师兼太子太师吏部尚书建极殿大学士赠太师谥文贞徐公墓志铭”字样，正式确定其为徐阶坟。
2019年8月8日，长兴县人民政府公布第七批县级文物保护单位，徐阶墓位列其中。2020年5月份，徐阶墓修缮保护工程完成。

## 墓葬概况
徐阶墓坐西朝东，来应封闭的墓室门已损坏，主墓室内部物品已消失不见。墓志铭也因长期暴露在外，文字早已弥漫不清，难以辨读。